# Cesidio Guazzaroni
Cesidio Guazzaroni (ur. 5 stycznia 1911 w Loreto Aprutino, zm. 2 października 2004 w Rzymie) – włoski dyplomata, prawnik i urzędnik państwowy, w latach 1976–1977 członek Komisji Europejskiej, ambasador Włoch w Szwajcarii.

## Życiorys
Studiował prawo i politologię na Uniwersytecie Rzymskim „La Sapienza”, uzyskując doktorat. Od 1937 do 1940 był wykładowcą prawa międzynarodowego na tej uczelni. W 1940 przyjęty do włoskiej służby dyplomatycznej, następnie do 1943 przebywał w konsulacie w Hamburgu i ambasadzie w Berlinie, skąd następnie został ewakuowany po kapitulacji Włoch. Był internowany na terenie Austrii. Po wojnie pracował w ambasadach w Waszyngtonie i Moskwie, po czym od 1951 do 1954 kierował gabinetami ministrów spraw zagranicznych Carlo Sforzy i Alcide De Gasperiego. W drugiej połowie lat 50. pełnił funkcję przewodniczącego włoskiej delegacji przy konferencji międzyrządowej negocjującej powołanie Europejskiej Wspólnoty Gospodarczej (zakończone podpisaniem traktatów rzymskich). W ramach resortu dyplomacji był szefem służby międzynarodowej współpracy gospodarczej (1960–1962) i wiceszefem departamentu ekonomicznego (1962–1967) oraz zastępcą i dyrektorem generalnym (1971–1976) ds. ekonomii.
W lipcu 1976 dołączył w miejsce Altiero Spinellego do Komisji Europejskiej kierowanej przez François-Xaviera Ortolego. Zasiadał w niej do stycznia 1977, odpowiadając za podatki i unię celną oraz politykę przemysłową i technologiczną. W kolejnych latach był m.in. ambasadorem Włoch w Szwajcarii i doradcą prezydenta Sandro Pertiniego, zajmował się także publicystyką i promocją idei prounijnych. W 1985 wszedł także w skład władz krajowych Włoskiej Partii Republikańskiej.

## Odznaczenia
Odznaczony Orderem Zasługi Republiki Włoskiej II (1967) i I (1975) klasy.